# Schoenoplectus rhodesicus
Schoenoplectus rhodesicus är en halvgräsart som först beskrevs av Dieter Podlech, och fick sitt nu gällande namn av Kaare Arnstein Lye. Schoenoplectus rhodesicus ingår i släktet sävsläktet, och familjen halvgräs. Inga underarter finns listade i Catalogue of Life.